# 可樂市場
可樂市場（韓語：가락시장，也稱作可樂漁市場或可樂洞農業市場）是一个位于韓國首爾特別市松坡區可樂洞的漁市場，鄰近地鐵可樂市場站。
可樂市場的名稱源於市場所在地「可樂洞」，與飲品可口可乐或百事可樂皆無關。（“可乐”的谚文是“콜라”不是“가락”）市場的特色是有很多攤檔售賣活海鮮供顧客直接食用，當中由其以還可以活動的八爪魚尤甚。因此，很多旅客都慕名前來體會，從而成為了遊客區。

## 图片集

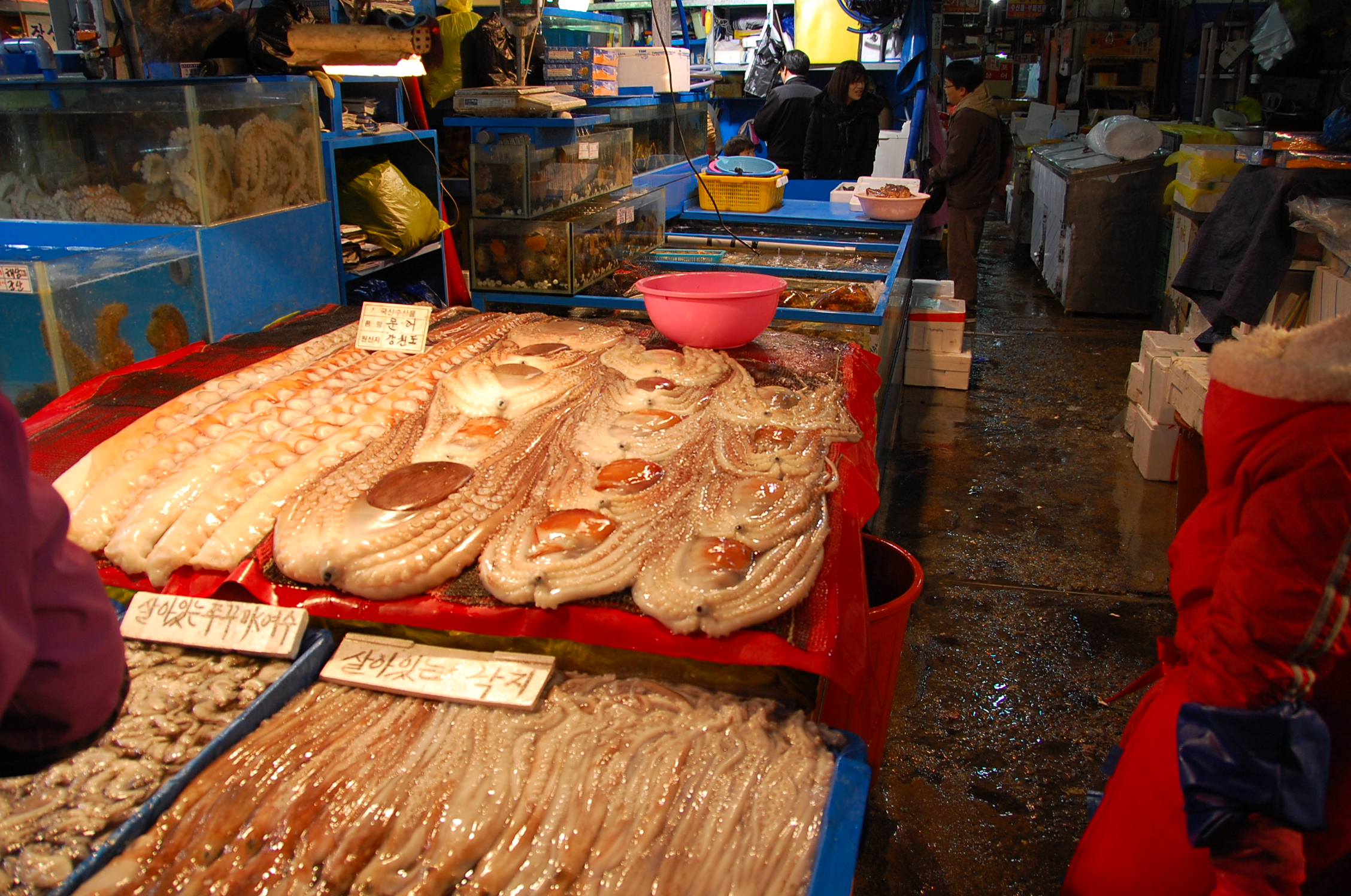
出售的鱼类
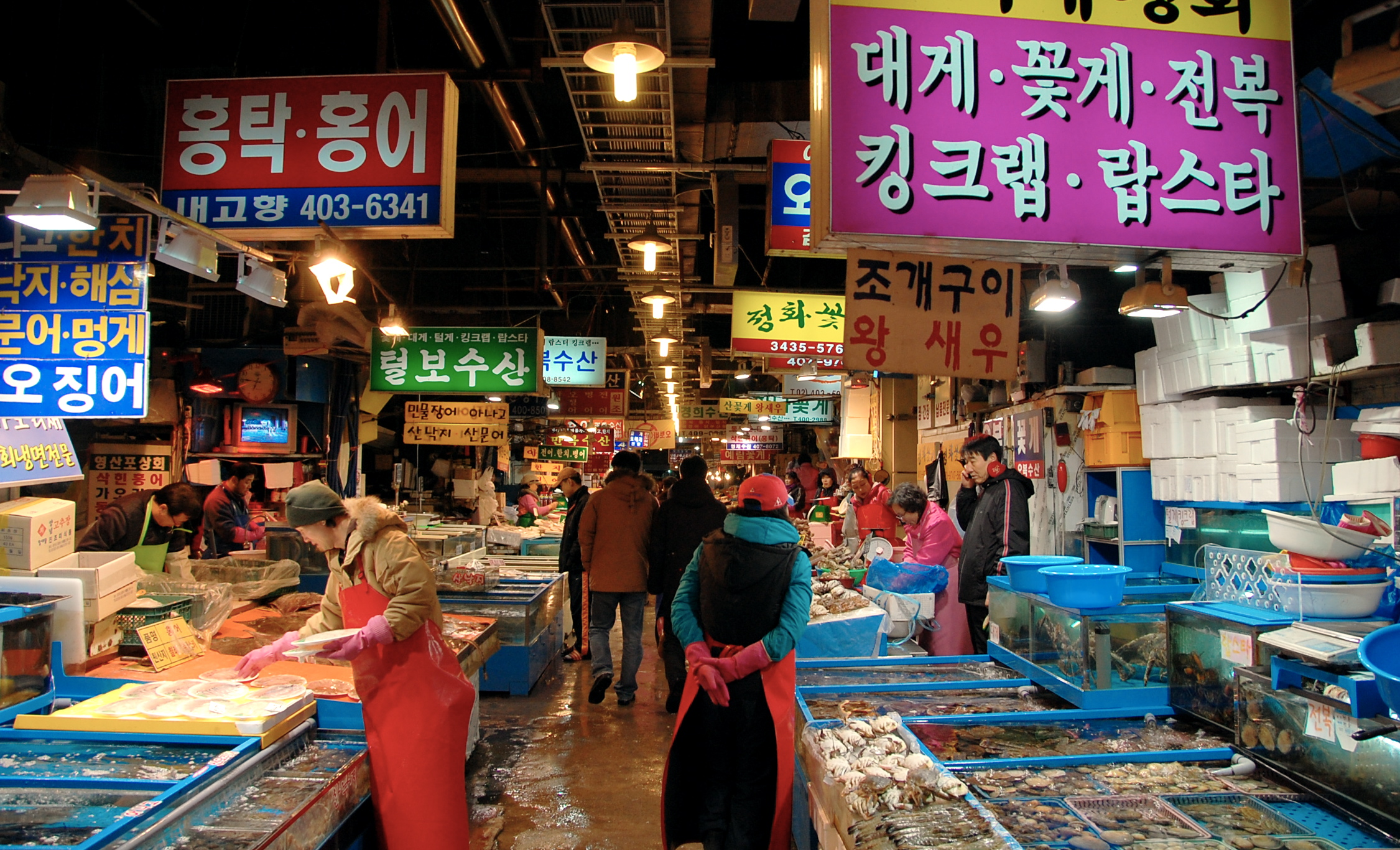
可樂鱼市場